# Molí de Sarsanedes
El Molí de Sarsanedes és una obra d'Osor (Selva) inclosa a l'Inventari del Patrimoni Arquitectònic de Catalunya. Es tracta d'una instal·lació que, al 1910, va produir electricitat per primera vegada a Osor.

## Descripció
És un conjunt d'edificis d'una planta formats per dos cossos coberts a doble vessant a laterals i alguns adossats. La construcció és feta de maçoneria, pedra desbastada i rajola. Les obertures són rectangulars i emmarcades de rajola.